# 刷子縁

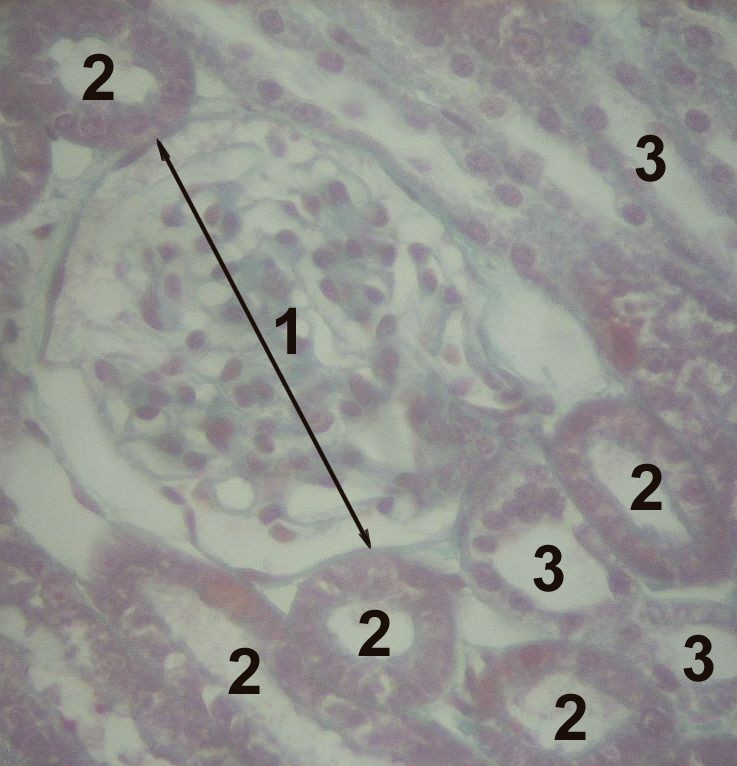
腎臓の組織像。1 糸球体, 2 近位尿細管, 3 遠位尿細管。近位尿細管には刷子縁がある分、遠位尿細管に比べて管壁が厚く見える

刷子縁（さっしえん、brush border）とは小腸の吸収上皮細胞および腎臓の近位尿細管細胞の上部に存在する長さや太さが不揃いの微絨毛が密に形成されている領域。腸細胞においては頂端膜と同義語である。小腸における刷子縁の存在は表面積の拡大に寄与している。